# Franjica
Franjica je  žensko osebno ime.

## Izvor imena
Ime Franjica je različica ženskega osebnega imena Frančiška.

## Pogostost imena
Po podatkih Statističnega urada Republike Slovenije je bilo na dan 31. decembra 2007 v Sloveniji število ženskih oseb z imenom Franica: 35.

## Osebni praznik
V koledarju je ime Franjica skupaj z imenom Frančiška.